# Fort Worth (Virginia)
Fort Worth era una fortezza in legno e terra costruita a ovest di Alexandria in Virginia (Stati Uniti d'America) come parte delle difese di Washington, D.C. durante la Guerra Civile Americana.
Costruita nelle settimane che seguirono la sconfitta dell'Unione a Bull Run, Fort Worth si trovava su una collina a nord dello Hunting Creek, e Cameron Run (che lo alimenta). Dalla sua posizione su uno dei punti più alti a ovest di Alexandria, il forte sovrastava la Orange and Alexandria Railroad, il Little River Turnpike e la parte meridionale si avvicina alla città di Alexandria, il maggior insediamento nella Virginia del Nord occupata dall'Unione. Oggi, il sito di Fort Worth si trova all'interno dei confini della Città di Alexandria (il lato orientale di Quaker Lane, fu annesso dalla Contea di Fairfax negli anni 1950) appena al di fuori di Seminary Road. Fort Worth Ave, una strada residenziale si avvicina al luogo di Fort Worth's Civil War. Ha preso il nome da William Jenkins Worth.